# Bernard Weilbrenner
Compléments
Membre émérite de AAQ(1987)
Bernard Weilbrenner, né à Verdun (Montréal) le 3 novembre 1929 et mort le 2 décembre 2002 est un archiviste québécois. Il a été le premier québécois à s'imposer sur la scène archivistique internationale.

## Biographie
Il fait ses études secondaires au Collège de Saint-Laurent (aujourd'hui le  Cégep Saint-Laurent) et ses études universitaires en histoire à l'Université de Montréal  où il fit diplômé d’une maîtrise en 1951 en 1951.
En 1952, il entre aux Archives Publiques du Canada (Archives Nationales du Canada) où il œuvre à la Division des manuscrits. Il obtient en 1958 un certificat en archivistique de l'Américain University de Washington ainsi qu'un certificat en administration de la Commission de la fonction publique du Canada. En 1963, à l'âge de 34 ans, il quitte les Archives publiques du Canada pour prendre la direction des Archives du Québec. En 1967, il retourne aux Archives Publiques du Canada pour y occuper le poste de directeur général des archives historiques et prendre en charge toutes les directions chargées de veiller à la conservation et à la diffusion du patrimoine archivistique confié à l'institution.
Nommé Archiviste fédéral adjoint en 1971, il se retrouve à la tête des Directions générales à des archives historiques, de la gestion des documents et des services de conservation, reprographie et informatique. Jusqu'à sa retraite en 1988, il occupe son titre de conseiller spécial auprès de l'Archiviste fédéral. À partir de 1963, toujours intéressé par l'histoire et l’archivistique, il publia dans diverses revues et rédige des biographies pour le Dictionnaire biographique du Canada..
Weilbrenner meurt d'un cancer à la fin de l'année 2002.

## Contribution intellectuelle
En 1971, alors qu’il était archiviste fédéral adjoint, Bernard Weilbrenner a affirmé que le rôle des archivistes ne devrait pas se limiter à rassembler et préserver des documents, il a mis l’accent sur la mise en valeur et la diffusion des archives car c’est à la fois justification du travail des archivistes et l’aspect qui intéresse le plus la société.
En 1963-1964 le Ministère des Affaires culturelles prend acte dans son rapport annuel de la position de Weilbrenner qui préconise des personnels techniques et des locaux adéquats pour les archives. Ainsi, la profession d’archiviste acquiert de nouveaux standards professionnels et matériels.Bernard Weilbrenner a affirmé au sujet des Archives nationales du Canada que les stages ont rendu de grands services mais qu’ils n’étaient pas suffisants pour développer une véritable profession d’archivistes au Canada. Il a parlé de l’éventualité du développement d’un programme de maîtrise qui pourra être un élément fondamental de la reconnaissance de l’archiviste comme professionnel.
Dans quatre articles publiés entre1983 et 1987 dans la revue Archives, Bernard Weilbrenner retrace l’histoire des archives québécoises depuis 1867.On y apprend, entre autres, qu’à l’époque du Canada-Uni, il existait un Bureau de registraire des archives gouvernementales dont les fonctions n’étaient pas bien définies; les statuts refondus du Bas-Canada consistaient uniquement dans l’enregistrement, la garde et la copie des lettres patentes pour concessions des terres de la Couronne. « C'est probablement à cause de cette fonction de conservateur des archives du gouvernement que, entre les années 1867 et 1920, le Bureau du registraire s'occupe d'obtenir le transfert de documents d'Ottawa en vertu de 1'article 143 des Actes de l'Amérique du Nord britannique, qui prévoyait un partage des "archives, livres et documents" entre Ottawa, l'Ontario et le Québec. »
Pour compléter sa documentation déficiente sur l’histoire québécoise, Bernard Weilbrenner a fait microfilmer des documents d’autres dépôts tant au Canada (notamment aux Archives Confédérales d'Ottawa) qu'en France (Archives nationales, Archives de la Guerre, Archives des Affaires étrangères, Archives des Colonies, Bibliothèque nationale, Archives départementales de la Charente-Maritime et de Maine-et-Loire, Archives de l'Amirauté de Hon fleur), en Grande-Bretagne (Colonial Office) et au Vatican (Archives de la Propagande). De nombreuses archives privées ont été données aux Archives de la province et Bernard Weilbrenner en a dressé le catalogue détaillé.On y trouve des archives de sociétés religieuses, culturelles ou commerciales, de seigneuries, des collections particulières, des mémoires et des papiers privés. Sa description du système de classement des archives publiques et privées donne un bon aperçu des collections conservées aux Archives provinciales du Québec. Elle est d’autant plus utile au chercheur que Bernard Weilbrenner a fait procéder chaque grande subdivision d’une bibliographie complète et détaillée.
Cependant René Lacour a signalé qu’il y a beaucoup d’archives publiques qui ne sont pas conservées aux Archives provinciales du Québec et qu’il ne faut pas prendre l’article de Bernard Weilbrenner comme un inventaire exhaustif. Finalement, l’état dressé par Bernard Weilbrenner accuse les graves lacunes de la gestion des archives québécoises à ses débuts: dispersion excessive, système de classement par trop sommaire et surtout absence complète de règlementation pour le versement des papiers administratifs.
Bernard Weilbrenner a été le premier Québécois à se faire reconnaître sur la scène archivistique internationale, entre autres pour sa qualité d’engagement. Ses activités dans le domaine de la coopération s’inscrivent, pour l’essentiel, dans le cadre des programmes élaborés conjointement par l’UNESCO et le Conseil international des archives (CIA) pour venir en aide aux nouveaux pays issus de la décolonisation et promouvoir la modernisation des archives dans les pays déjà existants du Tiers- Monde.

## Publications
• Bernard Weilbrenner(1964), Les Archives du Québec. Revue d'histoire de l'Amérique française, 18(1), 3-13. Article de revue
https://id.erudit.org/iderudit/302337ar
• Bernard Weilbrenner(1981), Une nouvelle loi fédérale des archives. Archives. 1981, Vol. 13, p. 3‑8, Article de revue
• Bernard Weilbrenner(1983), Les archives provinciales du Québec et leurs relations avec les archives fédérales, 1867-1920. Archives. 1983, Vol. 15, p. 37‑55, Article de revue
• Bernard Weilbrenner(1986),Au service du public vingt-quatre heures par jour. Archives et bibliothèques de Belgique (ABB). 1986, Vol. 57, p. 411‑436, Article de revue
• Bernard Weilbrenner(1986),Les Archives provinciales du Québec et leurs relations avec les Archives fédérales, 1867-1920. Troisième partie. Archives. 1986, Vol. 18, p. 3‑25, Article de revue
• Bernard WEilbrenner(1989), Archives nationales du Québec : Pierre-Georges Roy et le bureau des archives de la province, 1920-1925. Archives. 1989, Vol. 21, p. 3‑29,Article de revue
• Bernard Weilbrenner(1993), Pierre-Georges Roy et les Archives de la province, 1926-1931. Archives. 1993, Vol. 24, p. 39‑66, Article de revue
• Bernard Weilbrenner et Louis Garon (2007-2008), <<Pierre-Georges Roy, les Archives et le Musée de la province de Québec, décembre 1931-juillet 1936>>, Article de revue, http://www.archivistes.qc.ca/cora/afficheFic.php?fic=vol39_2/39_2_weilbrenner_garon.pdf&usager_id=

## Distinctions
Prix annuel (1983) par l'Association des archivistes du Québec